# Unicodeblock Ägyptische Hieroglyphen-Steuerzeichen
Der Unicodeblock Ägyptische Hieroglyphen-Steuerzeichen (engl. Egyptian Hieroglyph Format Controls, U+13430 bis U+1343F) enthält Formatierungszeichen, mit denen sich die rechteckige Schriftstruktur der Ägyptischen Hieroglyphen realisieren lässt.

## Liste
Alle Zeichen haben die allgemeine Kategorie „Formatierung“ und die bidirektionale Klasse „von links nach rechts“. Diesen Zeichen sind keine sichtbaren Glyphen zugeordnet. Die von Unicode und hier (je nachdem, welcher Font genutzt wird) sichtbaren Symbole dienen nur der Repräsentation (so wie z. B. "TAB" für den Tabulator).
| Unicodenummer   | Zeichen (400 %) | Offizielle Bezeichnung                     | Beschreibung                                     |
| --------------- | --------------- | ------------------------------------------ | ------------------------------------------------ |
| U+13430 (78896) | 𓐰                | EGYPTIAN HIEROGLYPH VERTICAL JOINER        | Ägyptische Hieroglyphe Vertikales Zeichen        |
| U+13431 (78897) | 𓐱                | EGYPTIAN HIEROGLYPH HORIZONTAL JOINER      | Ägyptische Hieroglyphe Horizontales Zeichen      |
| U+13432 (78898) | 𓐲                | EGYPTIAN HIEROGLYPH INSERT AT TOP START    | Ägyptische Hieroglyphe Zeichen am oberen Beginn  |
| U+13433 (78899) | 𓐳                | EGYPTIAN HIEROGLYPH INSERT AT BOTTOM START | Ägyptische Hieroglyphe Zeichen am unteren Beginn |
| U+13434 (78900) | 𓐴                | EGYPTIAN HIEROGLYPH INSERT AT TOP END      | Ägyptische Hieroglyphe Zeichen am oberen Ende    |
| U+13435 (78901) | 𓐵                | EGYPTIAN HIEROGLYPH INSERT AT BOTTOM END   | Ägyptische Hieroglyphe Zeichen am unteren Ende   |
| U+13436 (78902) | 𓐶                | EGYPTIAN HIEROGLYPH OVERLAY MIDDLE         | Ägyptische Hieroglyphe Überlagerung in der Mitte |
| U+13437 (78903) | 𓐷                | EGYPTIAN HIEROGLYPH BEGIN SEGMENT          | Ägyptische Hieroglyphe Segmentbeginn             |
| U+13438 (78904) | 𓐸                | EGYPTIAN HIEROGLYPH END SEGMENT            | Ägyptische Hieroglyphe Segmentende               |